# Cibalomins
Els cibalomins (Cybalomiinae) són una subfamília de lepidòpters ditrisis de la família dels cràmbids (Crambidae). Va ser descrita per Marion el 1955.

## Gèneres
- Analcina Turner, 1911
- Apoblepta Turner, 1911
- Centropseustis Meyrick, 1890
- Crambicybalomia Mey, 2011
- Cybalomia Lederer, 1863 (= Cybolomia Romanoff, 1887)
- Erpis Walker, 1863
- Fredia Amsel, 1961
- Goniophysetis Hampson, 1916 (= Leucinocrambus Viette, 1960)
- Hendecasis Hampson, 1896 (= Neohendecasis Shibuya, 1931)
- Hyperlais Marion, 1959 (= Hypolais Guenée, 1854)
- Krombia Chrétien, 1911
- Margaretania Amsel, 1961
- Phenacodes Turner, 1937
- Prochoristis Meyrick, 1890
- Prolais Amsel, 1961
- Ptychopseustis Meyrick, 1889
- Stiphrometasia Zerny, 1914
- Thyridiphora Warren, 1888 (= Thyridophora Hampson, 1896)
- Trichophysetis Meyrick, 1884 (= Alpherakia Ragonot, 1890, Callinaias Warren in Swinhoe, 1890, Callinais Swinhoe, 1890, Crasigenes Meyrick, 1894, Puriella Strand, 1918, Puriella problematica Strand, 1918, Trichophyretis Pagenstecher, 1909, Trieropis Meyrick, 1886)